# Serghei Andronati
Serghei Andronati (n. 19 septembrie 1940, Odesa, RSS Ucraineană, URSS – d. 29 iunie 2022, Odesa, Ucraina) a fost un chimist ucrainean, doctor habilitat în chimie organică și membru de onoare al Academiei de Științe a Moldovei.